# Saramati
Saramati (burmanski: စာရာမေတိတောင်) je vrh koji se uzdiže iznad okolnih vrhova na planinskoj granici indijske države Nagaland i samoupravne zone Naga regije Sagaing u Mjanmaru. Nalazi se u blizini sela Thanamir u okrugu Kiphire u Nagalandu.
S visinom od 3,826 metara i istaknutosti od 2,885 metara, privlači brojne turiste u ovu državu bogatu plemenskom baštinom i popularno je poznata kao Kruna Nagalanda. Saramati je jedan od najistaknutijih vrhova jugoistočne Azije. Čini prirodnu granicu između Indije i Mjanmara.

## Vanjske poveznice
- Google knjige, Fizička geografija jugoistočne Azije